# Bernd Olbricht
Bernd Olbricht, född den 17 oktober 1956 i Gnoien, Tyskland, är en östtysk kanotist.
Han tog OS-guld i K-2 500 meter och OS-silver i K-2 1000 meter i samband med de olympiska kanottävlingarna 1976 i Montréal.
Han tog därefter OS-brons i K-4 1000 meter och OS-brons i K-2 500 meter i samband med de olympiska kanottävlingarna 1980 i Moskva.